# Hoodie Allen

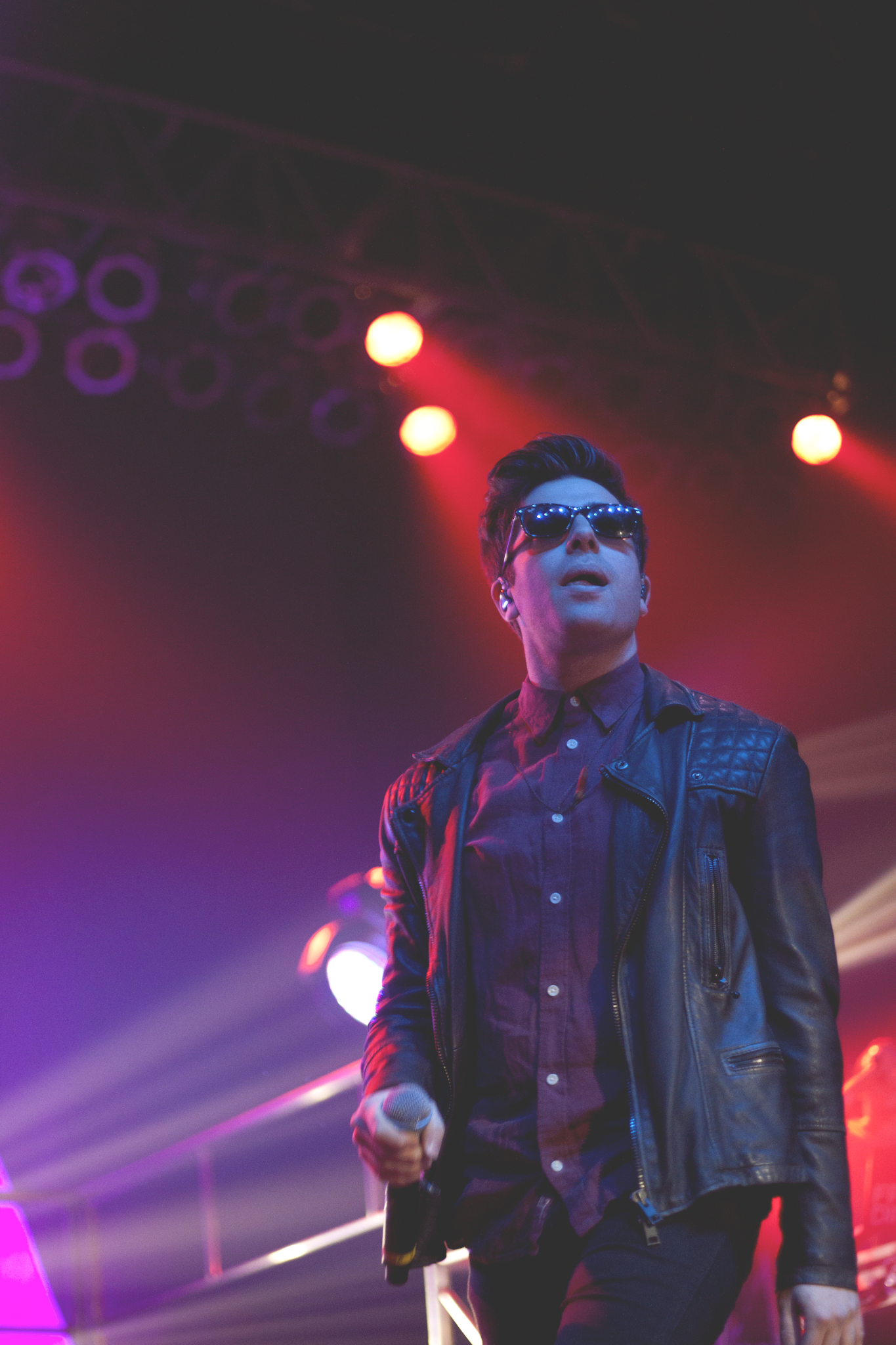
Hoodie Allen (2013)

Hoodie Allen (* 19. August 1988; bürgerlicher Name Steven Adam Markowitz) ist ein US-amerikanischer Hip-Hop-Musiker, Sänger und Rapper. Obwohl er bei keinem Plattenlabel unter Vertrag ist und seine Platten selbst vertreibt, schafften es seine beiden EPs Americoustic und All American auf Platz 10 bzw. 29 in den US-Albumcharts, Platz eins in den iTunes-Charts und diverse andere Platzierungen in internationalen Charts. Am ersten Tag der Veröffentlichung von People Keep Talking erreichte das Album Platz 4 der iTunes-Charts. Sein Künstlername stammt von seinem Spitznamen als Teenager, Hoodie, und einem Wortspiel mit dem Namen des Filmregisseurs Woody Allen.

## Werdegang
Steven Markowitz wurde als Sohn jüdischer Eltern geboren und wuchs in Plainview (Oyster Bay) auf Long Island auf. Er hat einen Bruder, Daniel. Bereits als Kind fing er an Songtexte zu schreiben und rappte für seine Freunde auf Partys. Allen ging erst zur Long Island School for the Gifted in Huntington Station und später zur Plainview – Old Bethpage John F. Kennedy High School.
In der Wharton School trat Allen der Bruderschaft Alpha Epsilon Pi bei. Nach seinem Bachelorabschluss in Marketing und Finanzen im Jahr 2010 arbeitete er bei Google als AdWords Associate. Im Nachhinein sagte Allen darüber:

„[…] selbst als ich bei Google war, war so viel los und ich habe mich so gefühlt, als würde ich zwei Jobs machen.“

Nachdem er Gelegenheiten bekam, live aufzutreten, entschied er sich dafür, bei Google zu kündigen und sich ausschließlich seiner Musik zu widmen. Seitdem gab er Konzerte in den USA, Kanada und Europa.

## Diskografie

### Studioalben
| Jahr | Titel               | Höchstplatzierung, Gesamtwochen, AuszeichnungChartplatzierungen (Jahr, Titel, Platzierungen, Wochen, Auszeichnungen, Anmerkungen) | Höchstplatzierung, Gesamtwochen, AuszeichnungChartplatzierungen (Jahr, Titel, Platzierungen, Wochen, Auszeichnungen, Anmerkungen) | Höchstplatzierung, Gesamtwochen, AuszeichnungChartplatzierungen (Jahr, Titel, Platzierungen, Wochen, Auszeichnungen, Anmerkungen) | Anmerkungen                                               |
| Jahr | Titel               | DE | CH | US | Anmerkungen                                               |
| ---- | ------------------- | --- | --- | --- | --------------------------------------------------------- |
| 2010 | Pep Rally           | — | — | — | Erstveröffentlichung: 2010                                |
| 2011 | Leap Year           | — | — | — | Erstveröffentlichung: 2011                                |
| 2012 | All American        | — | — | — | Erstveröffentlichung: 2012                                |
| 2013 | Crew Cuts           | — | — | — | Erstveröffentlichung: 2013                                |
| 2014 | People Keep Talking | DE65 (1 Wo.)DE | CH68 (1 Wo.)CH | US8 (10 Wo.)US | Erstveröffentlichung: 14. Oktober 2014 Verkäufe: + 30.000 |
| 2016 | Happy Camper        | — | — | US28 (1 Wo.)US | Erstveröffentlichung: 22. Januar 2016                     |
| 2017 | The Hype            | — | — | US166 (1 Wo.)US | Erstveröffentlichung: 29. September 2017                  |
| 2019 | Whatever USA        | — | — | — | Erstveröffentlichung: 16. August 2019                     |
| 2023 | bub                 | — | — | — | Erstveröffentlichung: 17. März 2023                       |

### EPs
| Jahr | Titel        | Höchstplatzierung, Gesamtwochen, AuszeichnungChartplatzierungen (Jahr, Titel, Platzierungen, Wochen, Auszeichnungen, Anmerkungen) | Höchstplatzierung, Gesamtwochen, AuszeichnungChartplatzierungen (Jahr, Titel, Platzierungen, Wochen, Auszeichnungen, Anmerkungen) | Anmerkungen                           |
| Jahr | Titel        | UK | US | Anmerkungen                           |
| ---- | ------------ | --- | --- | ------------------------------------- |
| 2012 | All American | UK64 (1 Wo.)UK | US10 (2 Wo.)US | Erstveröffentlichung: 10. April 2012  |
| 2013 | Americoustic | — | US28 (1 Wo.)US | Erstveröffentlichung: 13. August 2013 |

Weitere EPs
- 2009: Bagels and Beats
- 2014: All About It

### Mixtapes
- 2008: Making Waves
- 2011: Pep Rally
- 2011: Leap Year
- 2013: Crew Cuts
- 2016: Happy Camper

### Singles
| Jahr | Titel Album                      | Höchstplatzierung, Gesamtwochen, AuszeichnungChartplatzierungen (Jahr, Titel, Album, Platzierungen, Wochen, Auszeichnungen, Anmerkungen) | Höchstplatzierung, Gesamtwochen, AuszeichnungChartplatzierungen (Jahr, Titel, Album, Platzierungen, Wochen, Auszeichnungen, Anmerkungen) | Höchstplatzierung, Gesamtwochen, AuszeichnungChartplatzierungen (Jahr, Titel, Album, Platzierungen, Wochen, Auszeichnungen, Anmerkungen) | Höchstplatzierung, Gesamtwochen, AuszeichnungChartplatzierungen (Jahr, Titel, Album, Platzierungen, Wochen, Auszeichnungen, Anmerkungen) | Anmerkungen                                             |
| Jahr | Titel Album                      | DE | AT | CH | US | Anmerkungen                                             |
| ---- | -------------------------------- | --- | --- | --- | --- | ------------------------------------------------------- |
| 2014 | All About It People Keep Talking | DE9 (11 Wo.)DE | AT10 (17 Wo.)AT | CH34 (7 Wo.)CH | US71 Gold · (4 Wo.)US | Erstveröffentlichung: 13. Oktober 2014 feat. Ed Sheeran |

Weitere Singles
- 2010: Look What We Started
- 2010: Tighten Up
- 2010: January Jones
- 2010: Party at the Beach House
- 2010: Dream Catchers (feat. Rocky Business)
- 2010: Words of Wisdom
- 2010: C.R.A.V.E
- 2010: Joy & Misery
- 2010: Get It Big Time
- 2011: You Are Not a Robot
- 2011: The Chase Is On
- 2011: Swimming with Shark (feat. VV Brown)
- 2012: Dreams Up
- 2012: Moon Bounce
- 2012: Eighteen Cool
- 2012: No Interruption (US: Platin)
- 2012: No Faith in Brooklyn (feat. Jhameel; US: Gold)
- 2013: Cake Boy
- 2013: Fame Is for Assholes (feat. Chiddy)
- 2013: Make It Home (feat. Kina Grannis)
- 2014: 100 Percent Of Something
- 2014: People Keep Talking
- 2014: Movie
- 2014: Won’t Mind
- 2014: Dumb For You
- 2014: Sirens (feat. Alex Wiley)
- 2014: Act My Age
- 2014: Numbers
- 2014: Get It On The Low
- 2014: Show Me What You’re Made Of
- 2014: The Real Thing
- 2014: Overtime
- 2014: Against Me (feat. Max)
- 2014: Marlie’s Song (feat. Jared Evan)
- 2014: Horoscope (feat. Travis Garland)
- 2015: Let It All Work Out
- 2015: The Moment (feat. Travis Garland)
- 2015: Champagne and Pools (feat. Blackbear and Kyle)
- 2016: Surprise Party (feat. Blackbear; US: Gold)
- 2017: Sushi
- 2017: Know It All
- 2017: Ain’t Ready
- 2019: Never Going Back
- 2019: Come Around
- 2019: Hell of a Time